# Mazières-en-Gâtine
Mazières-en-Gâtine é uma comuna francesa na região administrativa da Nova Aquitânia, no departamento de Deux-Sèvres. Estende-se por uma área de 19,06 km². Em 2010 a comuna tinha 1 041 habitantes (densidade: 54,6 hab./km²).